# Nicolas Masson (réalisateur)
 (octobre 2016).
Pour les articles homonymes, voir Masson et Nicolas Masson (homonymie).
Nicolas Masson, né le 1er novembre 1973, est un réalisateur, acteur et photographe canadien.
Il s’est spécialisé en tant que réalisateur de films pour le cinéma et la télévision. Il réalise son premier long métrage à l'âge de 23 ans, Nekro.

## Biographie
Nicolas Masson a commencé sa carrière par le tournage de courts-métrages : Au milieu de la meute et Signes dans le néant. Le premier a été diffusé par la chaîne de télévision Antena 1 en 1996.
Nicolas Masson était âgé de seulement 23 ans, lorsqu’il a commencé le tournage de son premier long métrage, Nekro, en tant que réalisateur. Cette production est sortie au cinéma puis diffusée à la télévision, notamment sur la chaîne TVR 2. Isabelle Francia écrit dans Libertatea : « Nekro est le premier thriller roumain. Le film est un mélange entre les séries culte Twin Peaks et X-Files. »
Il a réalisé ensuite des courts et des longs-métrages, documentaires, reportages, publicités artistiques, clips musicaux, et aussi des productions historiques à base d’archives.
Il a par ailleurs été modèle pour Budweiser, Connex GSM (MobiFon, actuellement Vodafone).

## Filmographie

### Cinéma
- 1995 : Din mijlocul haitei (Au milieu de la meute)[3]
- 1996 : Semne în pustiu (Signes dans le néant) avec Mircea Albulescu et Rona Hartner
- 1997 : Nekro[4] avec Rona Hartner et Razvan Vasilescu
- 2000 : Fără întoarcere (Sans retour)
- 2008 : Acu' ori niciodata (Maintenant ou jamais)[5]
- 2013 : Le Marin Noir[6]

### Documentaires
- 1998 : Land of the Rising Sun
- 2000 : South America, Secrets of Ancient Civilizations
- 2008 : Acu' ori niciodată

### Vidéo clips
- 2003 : Music&Autumn
- 2005 : Ma blessure

### Reportage
- 1994 : O viață de câine (Une vie de chien)

## Photographie
- Journaux scientifiques :
  - American Chemical Society Macromolecules
  - Nature Publishing Group Nature Materials
- Journaux :
  - L'Express
  - Actualitatea